# 高瀬鎮夫
高瀬 鎮夫（たかせ しずお、1915年8月13日 ‐ 1982年10月14日）は、日本の映画字幕翻訳家、翻訳家。
洒落たセンスのある意訳を得意とし、清水俊二と共に1980年代序盤まで洋画字幕界の代表的存在だった。

## 生涯
戦前に東京外国語学校英語科を卒業。戦争中は通訳として徴用され、南方の占領地で収容所の捕虜との交渉などを務め重宝されたという。
戦後は日本に帰国。GHQに英語力を認められ、日本人に洋画を楽しんでもおうと設立されたセントラル映画社にて日本語字幕翻訳者として活動を開始。その翻訳の腕前から、たちまちメジャー洋画会社の字幕翻訳を一手に請け負うことになった。
1951年、サンフランシスコ平和条約での日本独立の影響でセントラル映画社が解散した後も、各映画配給会社に字幕翻訳として起用された。また、それと共に洋画の配給本数も増加したことから、一時期の高瀬は複数の字幕翻訳者を擁する「CPP（Central Production Pool）」という字幕翻訳プロダクションを設立。会社として翻訳業務を受注するまでになった。
その後もフリーの字幕翻訳者として、清水俊二と並び亡くなるまで劇場映画の字幕の7割以上を手掛けていた。また、映画倫理機構（映倫）の審査委員も務めていた。

## 人物
清水俊二の著書『映画字幕（スーパー）五十年』（292～293頁）によれば、清水が知っている英語の名手の中でも五本の指に入るほど有能だったという。
翻訳理論について、翻訳される国の環境においてそれぞれ異なる政治的・文化的・宗教的な背景が存在することから、同一の意味を持つ概念（等価概念）に置き換えて訳すことを理念としており、高瀬本人は自ら名付けて「環境的等価」翻訳と呼んでいた。
『シャイニング』を翻訳した際、完璧主義者の監督スタンリー・キューブリックは、日本語翻訳を逆にまた英語に訳し直しオリジナルの英語と比較対照した上で忠実な訳を作成することを要求する。他のキューブリック監督作品ではこの作業に翻訳家とは別のアメリカ人を起用しているが、高瀬の場合は本人が直接キューブリックと渡り合い、全て自分でやってのけたという。
試写室にボトルを常備するほどの酒好きであり、これがもとで寿命を縮めたといわれることがある。晩年はこの影響で手が震え、書く字も震えて判読できなくなったため家族が清書していた。

## 翻訳例
『カサブランカ』でリック（ハンフリー・ボガート）がイルザ（イングリッド・バーグマン）に繰り返し言う“Here's looking at you, kid.”に「君の瞳に乾杯」という字幕を付けた。これは名台詞として定着し、NHKの放送でこの台詞が「君の命に」と訳されたとき、抗議が殺到したほどだった。
『ジョルスン物語』での主人公の決め台詞 "You ain't heard nothin' yet!" を「お楽しみはこれからだ」と翻訳し、また『ある愛の詩（うた）』の名台詞“Love means never having to say you're sorry”を「愛とは決して後悔しないこと」と翻訳したことでも知られている。
ゴジラを欧米向けに英訳するにあたり、ローマ字綴りの「GOJIRA」ではなく、欧米人にとってインパクトのある「GODZILLA」と翻訳したのも高瀬である。

## 業界の関係者
字幕の文字を書くカードライターあるいはタイトルライターの第一人者佐藤英夫は高瀬の甥にあたる（ちなみに、タイトルライターは、翻訳者である「字幕屋」に対して、「書き屋」と呼ばれる）。
字幕翻訳家の金田文夫は弟子。金田は下町の出だったため、鎮夫から荒っぽい言葉が頻出する『ビバリーヒルズ・コップ』の翻訳を「お前やってみろ」と任されたという。

## 翻訳書
- 『ジェームズ・ディーン』（ハヤカワ文庫）
- 『風と共に去りぬ―シナリオ』（三笠文庫）

など。

## 主な字幕担当作品
- 007シリーズ[6]
  - 007/死ぬのは奴らだ（日本公開1973年、ユナイテッド・アーティスツ）[7]
  - 007/黄金銃を持つ男（日本公開1974年、ユナイテッド・アーティスツ）[8]
  - 007/私を愛したスパイ（日本公開1977年、ユナイテッド・アーティスツ）[9]
  - 007/ムーンレイカー（日本公開1979年、ユナイテッド・アーティスツ）[10]
  - 007/ユア・アイズ・オンリー（日本公開1981年、ユナイテッド・アーティスツ）[11]
- アメリカン・グラフィティ（日本公開1974年、ユニバーサル映画）
- ある愛の詩（日本公開1971年、パラマウント映画）[12]
- 栄光のル・マン（日本公開1971年、東宝東和配給）[13]
- エクソシスト（日本公開1974年、ワーナー・ブラザース）
- エクソシスト2（日本公開1977年、ワーナー・ブラザース）
- エデンの東（日本公開1955年、ワーナー・ブラザース）
- オリエント急行殺人事件（日本公開1975年、パラマウント映画）[14]
- 狼たちの午後（日本公開1976年、ワーナー・ブラザース）
- 俺たちに明日はない（日本公開1968年、ワーナー・ブラザース）
- カサブランカ（日本公開1946年、ワーナー・ブラザース）
- サタデー・ナイト・フィーバー（日本公開1978年、パラマウント映画）
- シャイニング（日本公開1980年、ワーナー・ブラザース）
- ジャッカルの日（日本公開1973年、ユニバーサル映画）
- ジョーズ（日本公開1975年、ユニバーサル映画）
- スター・トレック（日本公開1980年、パラマウント映画)[15]
- スケアクロウ (1973年、ワーナー・ブラザース)
- ダーティハリー（日本公開1972年、ワーナー・ブラザース）[16]
- ダーティハリー2（日本公開1974年、ワーナー・ブラザース）
- ダーティハリー3（日本公開1976年、ワーナー・ブラザース）
- 大地震（日本公開1974年、ユニバーサル映画）
- 大統領の陰謀（日本公開1976年、ワーナー・ブラザース）[17]
- 脱出（日本公開1972年、ワーナー・ブラザース）
- タワーリング・インフェルノ（日本公開1975年、ワーナー・ブラザース）
- チャイナタウン（日本公開1975年、パラマウント映画）[18]
- テン（日本公開1980年、ワーナー・ブラザース）
- ドラゴンへの道（日本公開1975年、東映配給）
- 鳥（日本公開1963年、ユニバーサル映画）
- バルジ大作戦（日本公開1966年、ワーナー・ブラザース）
- 普通の人々（日本公開1981年、パラマウント映画）
- マイ・フェア・レディ（日本公開1964年、ワーナー・ブラザース）
- マラソンマン（日本公開1977年、パラマウント映画）
- 燃えよドラゴン（日本公開1973年、ワーナー・ブラザース）
- リオ・ブラボー（日本公開1959年、ワーナー・ブラザース）
- 理由なき反抗（日本公開1956年、ワーナー・ブラザース）[19]
- ローズマリーの赤ちゃん（日本公開1969年、パラマウント映画）
- 老人と海（日本公開1958年、ワーナー・ブラザース）